# Chrysoprasis reticulicollis
Chrysoprasis reticulicollis là một loài bọ cánh cứng trong họ Cerambycidae.